# فولكهارد فيندفور
فولكهارد فيندفور (بالألمانية: Volkhard Windfuhr) (1937 في إسن، † 19. أكتوبر 2020 في القاهرة) صحفي ألماني ومستعرب.

## حياته
قضى فيندفور أول عامين من حياته في إسن. عندما جُنّد والده في الفيرماخت في عام 1939، انتقل هو ووالدته وشقيقه للعيش مع أجدادهم في هيلدسهايم. خلال السنوات الأخيرة من الحرب، مات والده ودُمر منزل العائلة بسبب القصف.
بعد انتهاء الحرب بعدة سنوات انتقلت الأم، التي كانت معلمة، إلى مصر للعمل بالمدرسة الألمانية بالقاهرة، ثم لحق بها فولكهارد، وهو في عمر 17 عاما، ووصل إلى مصر، يوم 23 سبتمبر 1955.
بدأ في تعلم اللغة العربية بنفسه وهو في سن الخامسة عشرة. وبعد حصوله على الثانوية العامة الألمانية، قدم على امتحان شهادة الثانوية العامة المصرية وحصل على مجموع 76%، ليحصل في عام 1959 على منحة دراسية من قبل كمال الدين حسين، عضو مجلس قيادة الثورة آنذاك، فالتحق بكلية الآداب لدراسة اللغة العربية لمدة عام في جامعة القاهرة.
بعدها انتقل إلى كلية الآداب في جامعة عين شمس، فدرس بجانب العربية الفارسية والتركية والعبرية، «لكي أعرف لغات الشرق الأربعة»، بحسب تصريح له في لقاء مع قناة «الغد».
بدأ عمله الإعلامي في مصر كمذيع في الإذاعة المصرية بالقسم الأوروبي. وعمل مراسلًا أجنبيًّا لإذاعة القاهرة كمقدم برامج ثقافية مختلفة، كما ترجم القصص القصيرة والمسرحيات وكتب ترجمات لأفلام مصرية.
خلال حياته في مصر، عاصر أحداث كبيرة في التاريخ المصري، بدءًا من العدوان الثلاثي على مصر عام 1956 وحرب 1967 وحرب أكتوبر 1973 وأحداث يناير 2011 ويونيو 2013. عمل مترجمًا للرئيس جمال عبد الناصر، وذهب إلى بيروت وعمل بالمعهد الألماني للدراسات الشرقية، ثم رجع إلى ألمانيا ليعمل كمسؤول القسم العربي في الإذاعة الألمانية قبل أن ينضم لمجلة «دير شبيغل» الألمانية، واسس مكتب «المجلة» ببيروت عام 1974، وعايش الحرب الأهلية وتعرض للاختطاف، عاد بعدها إلى مصر ليؤسس مكتب «دير شبيغل» وعمل فيه على مدار 4 عقود، كما أنه رافق الرئيس محمد أنور السادات في رحلته للقدس.
كان رئيسا لاتحاد الصحفيين الأجانب (FPA) في مصر وفي السنوات الأخيرة كان ضيفا متكررا على التلفزيون المصري. وأجرى مقابلات مع عدة شخصيات في العالم العربي مثل ياسر عرفات وجمال عبد الناصر وأنور السادات ومحمد حسني مبارك ومحمد مرسي ومعمر القذافي ونجيب محفوظ.
منحه الرئيس عبد الفتاح السيسي وسام الاستحقاق من الدرجة الأولى تكريما لدوره بصفته رئيس لجمعية المراسلين الأجانب.
تزوج فولكهارد فيندفور من امرأة مصرية وعاش معها حتى وفاتها، كان شغوفًا بالسكك الحديدية، وفي عام 1994 أسس جمعية أصدقاء السكك الحديديه العربية.

## وفاته
توفي يوم الاثنين 19 أكتوبر 2020 ميلاديا الموافق 2 ربيع الأول 1442 هجريا، بمستشفى وادي النيل بعد صراع طويل مع المرض عن عمر ناهز 83 سنة.

## الأوسمة والجوائز
- نيشان استحقاق صليب الضباط لجمهورية ألمانيا الاتحادية
- 2002: وسام استحقاق جمهورية ألمانيا الاتحادية من الدرجة الأولى عن إنجازاته في تعزيز العلاقات الألمانية المصرية والألمانية العربية
- 2010: جائزة الصحافة المصرية
- 2019: وسام الاستحقاق المصري من الدرجة الأولى [4][5]

## أعمال
- إد. مع جورج شتاين: يوم واحد في سبتمبر: 11.9.2001. الخلفية والنتائج والمنظورات. تدمر، هايدلبرغ 2002 ؛
- معركة من أجل إرث محمد. قسمت الخلافات الداخلية الدموية المؤمنين. في: ديتمار بيبر، راينر تروب (محرران.): الإسلام. 1400 عام من الإيمان والحرب والثقافة. Deutsche Verlags-Anstalt ، ميونيخ 2011، ص.56 وما يليها.

## وصلات خارجية
- فولكارد ويندفوهر (الإنجليزية) نسخة من 25. أغسطس 2010
- بين الغرب والشرق (PDF ؛ 9.8 ميغابايت)، في: لقاء. المدرسة الألمانية للعمل بالخارج إصدار 2-2011